# ジェームズ・ストックデール
ジェームズ・ボンド・ストックデール（James Bond Stockdale、1923年12月23日 - 2005年7月5日）は、アメリカ合衆国の海軍軍人。最終階級は海軍中将。ベトナム戦争に従軍し、戦争捕虜として8年間を過ごした。ミサイル駆逐艦「ストックデール」は、ジェームズ・ストックデールの名に由来する。

## ベトナム戦争

### トンキン湾事件
1964年8月4日、飛行中隊指揮官のストックデールは、アメリカ軍パイロットの一人として、トンキン湾事件の、捏造とされる第二波攻撃に参加した。第一波攻撃とは異なり、第二波攻撃は誤認警報であったとされている。1990年代初頭にストックデールは次のように述べた。「私は出来事を眺めるのに最適の場所にいました。我々の攻撃隊は幽霊の目標に向って砲撃していました-そこにはPTボートはなかったのです。ただ黒い海の水とアメリカ軍の火器があっただけでした。」ストックデールは、彼の上官が、このことを内密にするよう命令したと語っている。捕虜になったのち、この秘密は彼にとって重荷となった。

### 戦争捕虜経験

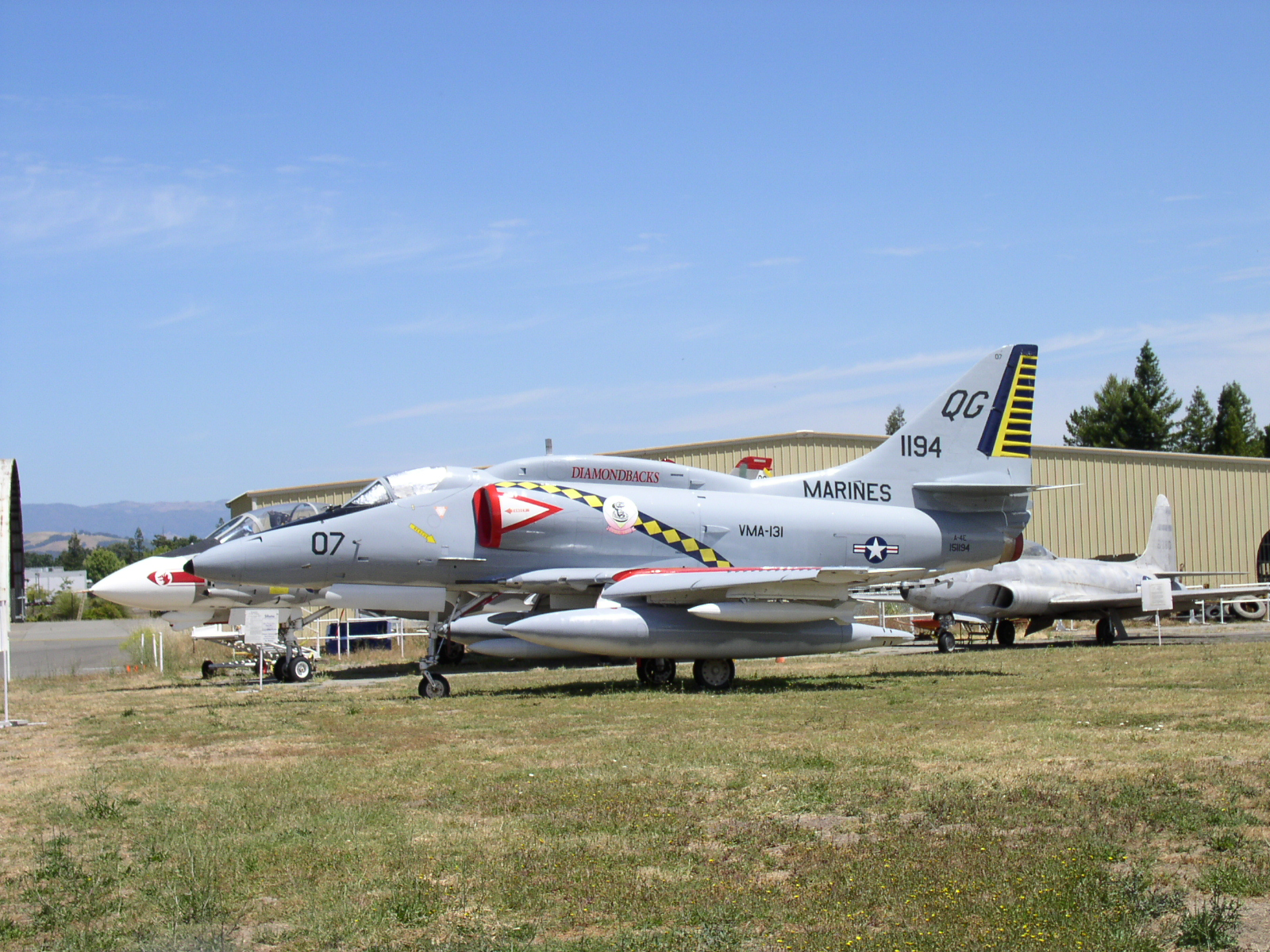
太平洋岸航空博物館のA-4E（2004年）

1965年9月9日、北ベトナムへの軍事作戦中に、搭乗していたA-4Eスカイホークが低空飛行中に対空火器によって無力化され、ストックデール（42歳）は操縦席から放出された。パラシュートで小さな村へ降下したが、そこで激しく打たれ、捕虜となった。
そのあと1973年まで通称「ハノイ・ヒルトン」(Hanoi Hilton)ことホアロー収容所と呼ばれた捕虜収容所でストックデールは戦争捕虜として扱われた。足に鉄の鎖を付けられ、ストックデールは日常的に打たれ、20回以上の拷問（15回という記述もある）を受けた。北ベトナム兵が、彼は公衆の前でパレードすることになるだろうと言うと、ストックデールはカミソリで自ら頭皮を切り付け、わざと外観を醜くした。そのため北ベトナム兵は、ストックデールをプロパガンダの目的で使用することができなくなった。北ベトナム兵が、帽子で頭の傷を隠そうとすると、ストックデールは自らイスに顔を打ち付け、誰だか分からないほどに腫れさせた。ストックデールは、北ベトナム兵達に対して、はっきりと彼を利用することはできないと述べたわけである。他の囚人が拷問のために死んだということを聞くと、ストックデールは自らの手首を切りつけて、服従するよりは死を選ぶと言った。
ストックデールは、ジョージ・トーマス・コーカーら他の捕虜とともに「アルカトラズ・ギャング」と呼ばれた11名の捕虜のひとりであった。彼らは、捕虜の中で北ベトナム兵への抵抗において指導的な立場にあったため、その他の捕虜たちから隔離され、独房に収容された。

### 生還
1973年2月12日、ストックデールは戦争捕虜から解放された。肩は関節窩から捻じ曲げられ、怒り狂った村民と拷問によって脚はボロボロにされ、背骨も折れていたが、彼はついに屈服しなかった。
名誉勲章を1976年に受賞。ストックデールは、敵に協力していたと彼が判断した、他の2人の士官を告発した。しかし、ジョン・ウォーナーの指揮下にあった海軍省は、何の行動も起こさず、ただこの2名を「海軍の最大の利益のため」退役させるにとどまった。
捕虜生活と虐待から解放されたが、アメリカに帰国した時ストックデールはほとんど歩けず、まっすぐ立つことすらほとんど出来なかった。そのため、彼は航空機への搭乗任務への復帰はできなかった。彼の勇気に対する尊敬により、また彼の優れた知性を考慮して、海軍はストックデールを現役にとどめ、残る数年間、着実に昇進させていき、海軍中将となったときに退役を認めた。ストックデールは、最後の経歴を1977年10月13日から1979年8月22日まで、海軍大学校の校長として務めた。

### ストックデールの逆説
ストックデールはベトナム戦争で7年半、戦争捕虜を経験し生還した。ジェームズ・C・コリンズの「ビジョナリー・カンパニー 2 - 飛躍の法則」（2001年、日経BP社、ISBN 978-4822242633
、原題 Good to Great）において、コリンズは、ベトナムの捕虜収容所での経験についてストックデールに取材しており、ストックデールの以下のような言葉を記している。
I never lost faith in the end of the story, I never doubted not only that I would get out, but also that I would prevail in the end and turn the experience into the defining event of my life, which, in retrospect, I would not trade.
「わたしは結末について確信を失うことはなかった。ここから出られるだけでなく、最後にはかならず勝利を収めて、この経験を人生の決定的な出来事にし、あれほど貴重な体験はなかったと言えるようにすると」（ビジョナリー・カンパニー 2 - 飛躍の法則）
どのような人物がそれをできなかったのかというコリンズの問いに対して、ストックデールは次のように答えた。
Oh, that’s easy, the optimists. Oh, they were the ones who said, 'We're going to be out by Christmas.' And Christmas would come, and Christmas would go. Then they'd say, 'We're going to be out by Easter.' And Easter would come, and Easter would go. And then Thanksgiving, and then it would be Christmas again. And they died of a broken heart.
「楽観主義者だ。そう、クリスマスまでには出られると孝える人たちだ。クリスマスが近づき、終わる。そうすると、復活祭までには出られると考える。そして復活祭が近づき、終わる。つぎは感謝祭、そしてつぎはまたクリスマス。失望が重なって死んでいく」（ビジョナリー・カンパニー 2 - 飛躍の法則）
This is a very important lesson. You must never confuse faith that you will prevail in the end—which you can never afford to lose—with the discipline to confront the most brutal facts of your current reality, whatever they might be.
「これはきわめて重要な教訓だ。最後にはかならず勝つという確信、これを失ってはいけない。だがこの確信と、それがどんなものであれ、自分がおかれている現実のなかでもっとも厳しい事実を直視する規律とを混同してはいけない」（ビジョナリー・カンパニー 2 - 飛躍の法則）
コリンズはこの言葉を「ストックデールの逆説」と呼んだ。

## ストア哲学
捕虜になる前、1959年にストックデールは海軍の命令でスタンフォード大学へ赴き、国際関係論とマルクス主義を学んで、修士号を取得するにいたった。1962年、自らの希望により、同大学でフィリップ・ラインランダー(Philip H. Rhinelander)教授から哲学の個人教授を受け、古代ローマ人エピクテトスのストア哲学を紹介される。エピクテトスはローマ時代に皇帝ネロの奴隷としての不遇から身を興した哲学者であり、後年、捕虜になった時に、エピクテトスの哲学が助けになったと述懐している。

## 副大統領候補
1992年アメリカ合衆国大統領選挙でロス・ペロー陣営の副大統領候補に選ばれた。10月13日ジョージア州アトランタでの公開討論でアル・ゴアおよびダン・クエールと討論するが、1週間前まで参加を知らされていなかったストックデールはうまくアピールすることができなかった。本選挙では、ペロー陣営は一般投票での得票は18.87%に止まり、大統領選挙人は一人も獲得できなかった。
1992年アメリカ合衆国大統領および副大統領選挙得票率
- クリントンとゴア（民主党）一般投票得票率 43.0%（選挙人投票 370票）
- ブッシュとクエール（共和党）一般投票得票率 37.7%（選挙人投票 168票）
- ペローとストックデール（独立候補）一般投票得票率 18.9%（選挙人投票 0票）